# Tostig Godwinson
Tostig Godwinson (ca. 1029 - 25. september 1066) var en angelsaksisk jarl af Northumbria og bror til til kong Harold Godwinson.
Tostig var tredje søn af den angelsaksiske adelsman Godwin, jarl af Wessex og Gytha Thorkelsdóttir, datter af den danske høvding Thorgils Sprakeleg. I 1051 giftede han sig med Judith af Flandern, der var det eneste barn af Baldwin 4., greve af Flandern med hans anden kone, Eleanor af Normandiet. I Domesday Book fra 1086 bliver der beskrevet 26 vills, landsbyer og byer, som jarl Tostig ejer, som sammen dannede Manor of Hougun der i dag er en del af countiet Cumbria i det nordvestlige England.
Efter at være blevet sendt i eksil af sin bror støttede Tostig den norske kong Harald Hårderådes invasion af England. Han blev dræbt sammen med Hårderåde under slaget ved Stamford Bridge i 1066.
Han blev begravet i York Minster. Tostigs to sønner flygtede til Norge, mens han kone giftede sig med hertug Welf af Bayern. Sejrherren Harold førte sine udmattede tropper videre mod syd, hvor de mødte den normanniske invasionsstyrke i laget ved Hastings 19 dage senere.